# Опять и снова
«Опять и снова» (англ. Once and Again) — американский драматический телесериал, транслировавшийся на канале ABC на протяжении трех сезонов, с 21 сентября 1999 года по 15 апреля 2002 года.
В центре сюжета сериала, созданного Эдвардом Цвиком и Маршаллом Херсковицем находилась разведённая мать-одиночка, роль которой исполняла Сила Уорд, начинающая отношения с одиноким отцом двоих детей.
«Опять и снова» является неофициальным продолжением сериала «Тридцать-с-чем-то», также созданного Цвиком и Херсковицем. Основной отличительной деталью сериала была своеобразная манера повествования и смесь классической последовательной драмы со вставками псевдоинтервью персонажей в черно-белом стиле в каждом из шестидесяти трёх эпизодов.
На протяжении всего периода трансляции сериал был любим критиками, однако никогда не достигал рейтингового успеха. Тем не менее сериал спасали от закрытия награды и номинации, в том числе и номинация на премию «Золотой глобус» за лучший телевизионный сериал — драма в 2000 году. Сила Уорд выиграла премию «Эмми» за лучшую женскую роль в драматическом телесериале в 2000 году, а сам сериал пять раз в различных категориях номинировался на «Эмми». Также Уорд выиграла премию «Золотой глобус» за лучшую женскую роль в телевизионном сериале — драма в 2001 году и номинировалась на премию Гильдии киноактёров США, «Спутник» и ряд других наград.